# گوژنو (استان ماسوویان)
گوژنو (به لاتین: Górzno) یک روستا در لهستان است که در گمینا گوژنو (استان ماسوویان) واقع شده‌است.